# 1347년

## 연호
- 원(元) 지정(至正) 7년
- 일본(日本) 남조(南朝) 쇼헤이(正平) 2년
- 일본(日本) 남조(南朝) 조와(貞和) 3년
- 쩐 왕조(陳朝) 티에우퐁(紹豊) 7년

## 기년
- 원(元) 혜종(惠宗) 15년
- 고려(高麗) 충목왕(忠穆王) 3년
- 쩐 왕조(陳朝) 유종(裕宗) 7년

## 사건
- 흑사병이 유럽에 번지기 시작했다.

## 탄생
- 12월 22일 - 고려 말 조선 초의 문신 하륜(河崙)

## 사망
- 10월 11일 - 신성로마제국의 루트비히 4세, 신성 로마 제국 황제

## 같이 보기
- 1331년